# スピカ級水雷艇
スピカ級水雷艇 （Torpediniere classe Spica）は、イタリア王立海軍が運用していた水雷艇の艦級。32隻が建造された。厳密には、原型とクリメネ（Climene）、ペルセオ（Perseo）、アルチオーネ（Alcione）の4つのサブクラス（グループ）に分類される。

## 概要

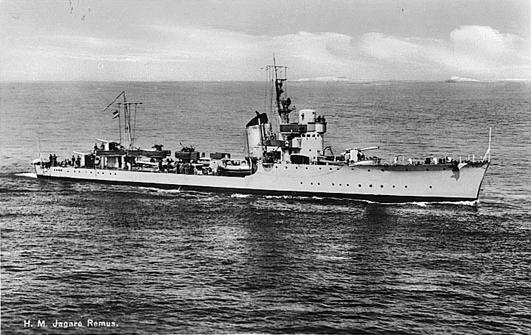
本型の1艦である「ロムルス」

1930年代初頭、イタリア海軍は、当時保有していた旧式の水雷艇を600トン級の新型艇で更新することを決定した。これは、この排水量であればロンドン海軍軍縮条約の保有数制限を受けないことによる判断であった。ただし、本級の設計は優れたものではあったものの、駆逐艦の発達によってこの種の大型水雷艇の戦術価値は大きく損なわれてしまった。護衛艦としては優秀になりうると考えられていたが、その用途で求められる対空・対潜兵器は比較的弱体であった。しかし、アルチオーネグループの「チルチェ」は対潜任務で大活躍し、判明しているだけで４隻のイギリス潜水艦を撃沈している。
第二次世界大戦にイタリアが参戦する直前の1940年、スピカとアストーレの2隻がスウェーデン海軍に売却された。この2隻は、ローマの建国神話において古代ローマの建国に寄与したとされる双子の兄弟にちなんで、それぞれがロムルス（旧スピカ）とレムス（旧アストーレ）に改名され、ロムルス級駆逐艦として1958年まで運用された。
イタリア海軍に残存し第二次世界大戦に参加した30隻の内、23隻が戦没した。
また大戦後、イタリア共和国憲法体制下のイタリア海軍において、本級のうち7隻が再就役した。これらは1950年から1952年にかけて高速コルベットとして改修された（北大西洋条約機構のペナント・ナンバーとしてはフリゲート扱い）。改修内容の細部は各グループで異なるが、いずれも47口径100mm砲は撤去して40mm機銃を搭載しており、またヘッジホッグ対潜迫撃砲や新型のレーダーなどが搭載されている。

## 同型艦
| グループ     | イタリア王立海軍 | イタリア王立海軍 | イタリア王立海軍 | イタリア王立海軍         | イタリア王立海軍         | スウェーデン海軍 | スウェーデン海軍 | スウェーデン海軍 |
| グループ     | 艦名             | 起工             | 進水             | 就役                     | その後                   | 艦名             | 再就役           | 除籍             |
| ------------ | ---------------- | ---------------- | ---------------- | ------------------------ | ------------------------ | ---------------- | ---------------- | ---------------- |
| スピカ       | スピカ           | 1934年3月11日    | 1935年5月30日    | 1940年スウェーデンへ売却 | 1940年スウェーデンへ売却 | ロミュルス       | 1940年3月27日    | 1958年8月15日    |
| スピカ       | アストーレ       | 1934年4月22日    | 1935年           | 1940年スウェーデンへ売却 | 1940年スウェーデンへ売却 | レームス         | 1940年3月27日    | 1958年8月15日    |
| クリメーネ   | カノーポ         | 1935年12月10日   | 1936年10月1日    | 1937年3月31日            | 1941年5月3日戦没         | －               | －               | －               |
| クリメーネ   | カシオペア       | 1935年12月10日   | 1936年11月22日   | 1937年4月26日            | 1959年10月31日除籍       | －               | －               | －               |
| クリメーネ   | カストーレ       | 1936年1月25日    | 1936年9月27日    | 1937年1月16日            | 1943年6月2日戦没         | －               | －               | －               |
| クリメーネ   | チェンタウロ     | 1934年5月30日    | 1936年2月19日    | 1936年6月16日            | 1942年11月4日戦没        | －               | －               | －               |
| クリメーネ   | チーニョ         | 1936年3月11日    | 1936年11月24日   | 1937年3月15日            | 1943年4月16日戦没        | －               | －               | －               |
| クリメーネ   | クリメーネ       | 1934年7月25日    | 1936年1月7日     | 1936年4月24日            | 1943年4月28日戦没        | －               | －               | －               |
| ペルセオ     | アルデバラン     | 1935年10月2日    | 1936年6月14日    | 1936年12月6日            | 1941年10月20日戦没       | －               | －               | －               |
| ペルセオ     | アルタイル       | 1935年10月2日    | 1936年7月26日    | 1936年12月23日           | 1941年10月20日戦没       | －               | －               | －               |
| ペルセオ     | アンドロメダ     | 1935年10月2日    | 1936年6月28日    | 1936年12月6日            | 1941年3月17日戦没        | －               | －               | －               |
| ペルセオ     | アンタレス       | 1935年10月2日    | 1936年7月19日    | 1936年12月23日           | 1943年5月28日戦没        | －               | －               | －               |
| ペルセオ     | ペルセオ         | 1934年11月12日   | 1935年10月9日    | 1936年2月1日             | 1943年5月4日戦没         | －               | －               | －               |
| ペルセオ     | サジッターリオ   | 1935年11月14日   | 1936年6月21日    | 1936年10月8日            | 1964年7月1日除籍         | －               | －               | －               |
| ペルセオ     | シリオ           | 1934年11月12日   | 1935年11月16日   | 1936年3月1日             | 1959年10月31日除籍       | －               | －               | －               |
| ペルセオ     | ヴェガ           | 1935年11月14日   | 1936年6月21日    | 1936年10月12日           | 1941年1月10日戦没        | －               | －               | －               |
| アルチオーネ | アイローネ       | 1936年10月29日   | 1938年1月23日    | 1938年5月10日            | 1940年10月12日戦没       | －               | －               | －               |
| アルチオーネ | アルチオーネ     | 1936年10月36日   | 1937年12月23日   | 1938年5月10日            | 1941年12月11日戦没       | －               | －               | －               |
| アルチオーネ | アレテューサ     | 1936年10月29日   | 1938年2月6日     | 1938年7月1日             | 1958年8月1日除籍         | －               | －               | －               |
| アルチオーネ | アリエール       | 1936年10月29日   | 1938年3月14日    | 1938年7月1日             | 1940年10月12日戦没       | －               | －               | －               |
| アルチオーネ | カリプソ         | 1937年9月29日    | 1938年6月12日    | 1938年11月16日           | 1940年12月5日戦没        | －               | －               | －               |
| アルチオーネ | カリオペ         | 1937年5月26日    | 1938年4月15日    | 1938年10月28日           | 1958年8月1日除籍         | －               | －               | －               |
| アルチオーネ | チルチェ         | 1937年9月19日    | 1938年6月29日    | 1938年10月4日            | 1942年11月27日戦没       | －               | －               | －               |
| アルチオーネ | クリオ           | 1936年10月29日   | 1938年4月3日     | 1938年10月2日            | 1959年10月31日除籍       | －               | －               | －               |
| アルチオーネ | リーブラ         | 1936年12月7日    | 1937年10月3日    | 1938年1月19日            | 1964年4月1日除籍         | －               | －               | －               |
| アルチオーネ | リンチェ         | 1936年12月7日    | 1938年1月15日    | 1938年4月1日             | 1944年11月4日戦没        | －               | －               | －               |
| アルチオーネ | リーラ           | 1936年12月7日    | 1937年9月12日    | 1938年1月1日             | 1944年11月4日戦没        | －               | －               | －               |
| アルチオーネ | ルポ             | 1936年12月7日    | 1937年11月7日    | 1938年2月28日            | 1942年12月2日戦没        | －               | －               | －               |
| アルチオーネ | パラーデ         | 1937年2月13日    | 1937年12月19日   | 1938年10月5日            | 1943年8月5日戦没         | －               | －               | －               |
| アルチオーネ | パルテノーペ     | 1937年1月31日    | 1938年2月27日    | 1938年11月26日           | 1943年9月11日戦没        | －               | －               | －               |
| アルチオーネ | プレイアーディ   | 1937年1月4日     | 1937年9月5日     | 1938年7月4日             | 1941年10月14日沈没       | －               | －               | －               |
| アルチオーネ | ポルーチェ       | 1937年2月13日    | 1937年10月24日   | 1938年8月8日             | 1943年9月4日戦没         | －               | －               | －               |